# Roumen Radev
Roumen Radev (en bulgare : Румен Радев, /ˈrumɛn ˈradɛf/), né le 18 juin 1963 à Dimitrovgrad, est un militaire et homme d'État bulgare. Il est président de la République depuis le 22 janvier 2017.

## Carrière professionnelle
Roumen Radev est membre de la force aérienne bulgare de 1987 à 2016. Pilote de chasse, il obtient le grade de major-général et occupe le poste de commandant de cette force aérienne entre 2014 et 2016.

## Politique et élection présidentielle de 2016
Roumen Radev a rejoint le Parti communiste bulgare dans les années 1980. Il a déclaré plus tard que sa principale raison de rejoindre le parti était qu'il serait déployé pour voler dans un jet supersonique, mais a également ajouté qu'il n'avait pas honte de son passé et qu'il était fier de ce qu'il avait fait. Il quitte le parti en 1990, lorsqu'une loi nouvellement promulguée interdit aux membres des forces armées du pays d'être membres de partis politiques,.
Il n'a été membre d'aucun parti politique depuis et sa candidature à l'élection présidentielle de 2016 a été soutenue par un comité d'initiative indépendant affilié au Parti socialiste bulgare, plutôt que par une nomination officielle par un parti.
Il arrive en tête du premier tour avec 25,4 % des suffrages, devant sa principale opposante, Tsetska Tsatcheva, présidente de l'Assemblée nationale et candidate du GERB, au pouvoir. Il remporte le scrutin au second tour en recueillant 59,4 % des suffrages, contre 36,2 % à Tsetska Tsacheva et 4,5 % de votes blancs,.

## Président de la République

### Investiture et débuts
Roumen Radev prête serment le 19 janvier 2017 et prend ses fonctions trois jours plus tard,.

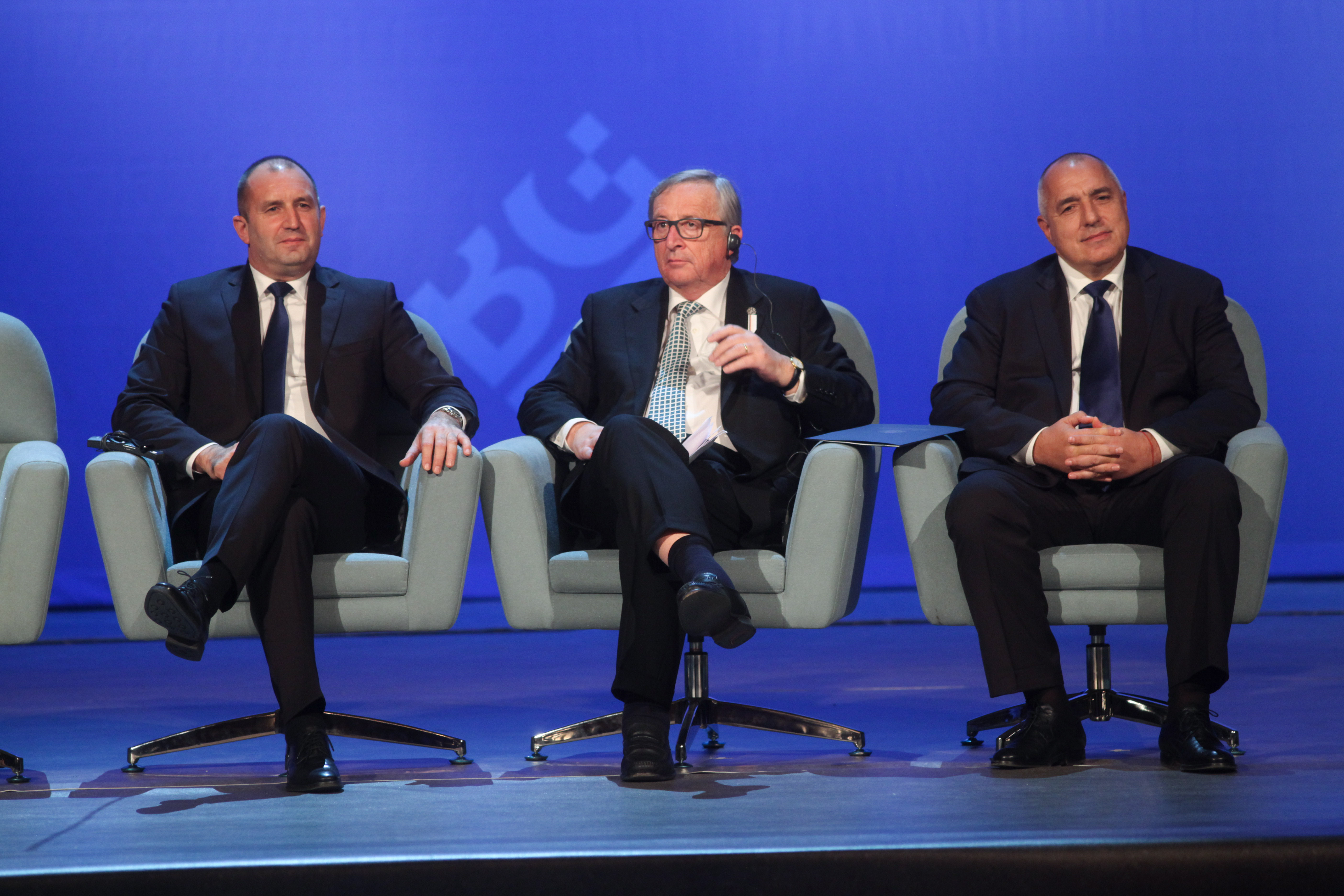
Roumen Radev et Boïko Borissov entourant Jean-Claude Juncker en 2018.

Son élection conduit le Premier ministre, Boïko Borissov (GERB), à lui présenter sa démission. Roumen Radev nomme alors Ognyan Guerdjikov pour lui succéder, en attendant la tenue des élections législatives anticipées en mars 2017. Celles-ci aboutissent à la victoire du centre droit, ce qui permet à Boïko Borissov de revenir à la tête du gouvernement.

### Crises politiques de 2020-2021
En juillet 2020, alors qu’il est en conflit avec le Premier ministre depuis le début de sa présidence, des enquêteurs sont envoyés pour perquisitionner la présidence. Cette initiative est considérée comme un abus de pouvoir et déclenche d’importantes manifestations anti-gouvernementales, qui sont encouragées par Roumen Radev. Le président de la République jouit dès lors d'une image d’opposant à la corruption gangrenant le pays
Après la démission de Borissov consécutive aux élections législatives d'avril 2021, Radev mandate successivement trois personnes (Daniel Mitov, Antoaneta Stefanova puis Korneliya Ninova), qui échouent à constituer un gouvernement. Par conséquent, en vertu des dispositions constitutionnelles, il annonce que de nouvelles élections se tiendront en juillet et nomme Stefan Yanev comme Premier ministre en attendant qu’un nouveau gouvernement émerge des urnes.

### Élection pour un second mandat
Candidat à un second mandat à l’élection présidentielle de 2021, Roumen Radev est réélu au second tour avec 66,7 % des suffrages exprimés face au recteur de l'université de Sofia, Anastas Guerdjikov, soutenu par le parti GERB. Le premier tour du scrutin présidentiel s’est tenu en même temps que de nouvelles élections législatives, aucun gouvernement n’ayant émergé des précédentes.

### Politique étrangère

#### Russie
Roumen Radev est qualifié de pro-russe ou de pro-russe « modéré » dès 2016. En décembre 2016, dans un entretien accordé au Monde quelques semaines avant son entrée en fonction, Radev cite Valéry Giscard d'Estaing qui déclarait qu'« historiquement et culturellement, la Crimée est russe [...] son destin doit être défini par ses habitants ». Giscard d'Estaing avait en effet rencontré Vladimir Poutine en mai 2015 avec qui il avait échangé des propos équivalents. Par la suite, trois jours avant sa prestation de serment, Radev réclame la levée des sanctions de l'Union européenne contre la Russie.
Alors qu'il estime lors de la campagne présidentielle de 2016 que « la Crimée est ukrainienne en droit mais de facto russe », en février 2017 Radev qualifie l'annexion de la Crimée par la fédération de Russie de « violation du droit international ».
Radev utilise plusieurs fois le terme de « conflit » pour qualifier la guerre russo-ukrainienne, un élément de langage propre à la rhétorique pro-Kremlin. Aussi, le 9 février 2023, lors d'une visite de Volodymyr Zelensky à Bruxelles, Radev indique s'opposer aux aides militaires à l'Ukraine car cela consisterait à « jeter de l'huile sur le feu », et se dit en faveur d'une « solution pacifique ». Malgré l'opposition de Radev, le gouvernement et le parlement bulgare livrent des armes à l'Ukraine. Par ailleurs, en juillet 2023, Radev déclare que « l'Ukraine insiste pour mener cette guerre ». Ainsi, le président cherche à saboter la position commune de l'Union européenne et de l'OTAN sur l'Ukraine d'après le journal bulgare Сега (вестник) (bg) en accusant l'Occident « d'escalade ». Puis, en janvier 2025, lors d'un discours, Ramev incrimine l'Union européenne au sujet des victimes de l'offensive ukrainienne de Koursk.

#### Turquie
Le 17 mars 2017, Radev condamne comme « absolument inacceptable » ce qu'il a décrit comme une intervention turque dans les élections législatives bulgares de 2017 après que l'on a découvert que l'ambassadeur de Turquie en Bulgarie avait fait une apparition dans un clip de campagne en faveur de l'un des partis politiques bulgares et que le ministre turc des affaires sociales avait fait la promotion et avait offert des incitations aux Turcs bulgares en Turquie pour qu'ils traversent la frontière dans le cadre d'une campagne électorale organisée afin de voter pour le même parti. Radev a déclaré qu'il en avait référé à l'Union européenne. Il rencontre le président turc Recep Tayyip Erdoğan plusieurs mois plus tard en juillet, après quoi il décrit la Turquie comme un « voisin, partenaire et allié important », tout en affirmant que ce statut dépendait du respect par la Turquie du « processus politique interne de la Bulgarie, concernant les partis politiques et le système électoral bulgares ». Il est le seul chef d'État de l'Union européenne à assister à l'investiture d'Erdogan, déclarant que son mandat ne lui avait été confié ni par la Commission européenne ni par le gouvernement bulgare, mais par le peuple bulgare.
En janvier 2018, Radev condamne l'invasion turque au nord de la Syrie visant à chasser les Kurdes syriens soutenus par les États-Unis de l'enclave d'Afrine et insiste pour que l'Union européenne intervienne pour la stopper,. En avril 2018, il critique les bombardements de Barzé et de Him Shinshar lancés par les États-Unis, la France et le Royaume-Uni, contre des installations du régime syrien, appelant plutôt à « moins d'armes et plus de dialogue »,.